# Цедыня
Цедыня (пол. Cedynia) — город в Польше, входит в Западно-Поморское воеводство, Грыфинский повят. Имеет статус городско-сельской гмины. Занимает площадь 1,67 км². Население — 1686 человек (на 2005 год).